# Фрідонія (Вісконсин)
Фрідонія (англ. Fredonia) — селище (англ. village) в США, в окрузі Озокі штату Вісконсин. Населення — 2078 осіб (2020).

## Географія
Фрідонія розташована за координатами 43°28′18″ пн. ш. 87°56′56″ зх. д. / 43.47167° пн. ш. 87.94889° зх. д. (43.471678, -87.948961).  За даними Бюро перепису населення США в 2010 році селище мало площу 5,42 км², уся площа — суходіл.

## Демографія
Згідно з переписом 2010 року, у селищі мешкало 2160 осіб у 827 домогосподарствах у складі 614 родин. Густота населення становила 399 осіб/км².  Було 873 помешкання (161/км²).
Расовий склад населення:
| - 97,1 % — білих - 1,0 % — чорних або афроамериканців - 0,1 % — корінних американців - 0,1 % — азіатів |

До двох чи більше рас належало 0,9 %. Частка іспаномовних становила 1,8 % від усіх жителів.
За віковим діапазоном населення розподілялося таким чином: 27,0 % — особи молодші 18 років, 63,8 % — особи у віці 18—64 років, 9,2 % — особи у віці 65 років та старші. Медіана віку мешканця становила 35,7 року. На 100 осіб жіночої статі у селищі припадало 104,9 чоловіків;  на 100 жінок у віці від 18 років та старших — 103,6 чоловіків також старших 18 років.
Середній дохід на одне домашнє господарство  становив 84 195 доларів США (медіана — 74 883), а середній дохід на одну сім'ю — 94 849 доларів (медіана — 87 014). Медіана доходів становила 57 139 доларів для чоловіків та 45 579 доларів для жінок. За межею бідності перебувало 5,1 % осіб, у тому числі 5,6 % дітей у віці до 18 років та 2,5 % осіб у віці 65 років та старших.
Цивільне працевлаштоване населення становило 1208 осіб. Основні галузі зайнятості: виробництво — 31,0 %, освіта, охорона здоров'я та соціальна допомога — 18,8 %, роздрібна торгівля — 9,3 %, науковці, спеціалісти, менеджери — 7,6 %.